# 長坂尚登
長坂 尚登（ながさか なおと、1983年5月24日 - ）は、日本の政治家。第36代豊橋市長。元豊橋市議会議員（3期）。

## 経歴
愛知県豊橋市出身。豊橋市立中野小学校、豊橋市立南陽中学校、愛知県立時習館高校卒業。東京大学教養学部生命・認知科学科を卒業。2007年3月、東京大学大学院情報学環教育部修了。同年4月、広告業務などを取り扱う株式会社エボリューションに就職。
2011年、株式会社エボリューションを退職。2012年、豊橋市へ帰郷。愛知県商店街振興組合連合会の商店街マネージャーに就任。2013年、内閣官房より地域活性化伝道師に任命された。
2015年、豊橋市議会議員選挙に無所属で立候補し、最年少で初当選した。2019年に再選。
2022年12月の定例会で新アリーナ計画の整備範囲に「家屋倒壊等氾濫想定区域」が含まれている点を指摘し、計画見直しを求めるなど、安全性や地域住民への影響に配慮した政策提言を行った。
2023年4月の市議選で3選。同年6月30日、記者会見し、豊橋市長の浅井由崇が新アリーナ計画をめぐる3年前の市長選の公約を守らなければ、翌年の市長選に立候補すると表明した。
2024年5月9日、寺本泰之、菅谷竜、諸井菜々子の各議員とともに会派「新しい豊橋」を結成し、豊橋公園での新アリーナ計画に反対する立場での活動を開始。市議会では、自治会の廃止に伴う地域課題や子育て世帯への給付支援策、ごみステーションの整備などについて度々質問し、市民生活の改善を図った。

### 豊橋市長選挙
2024年10月14日、インターネットメディア「ストイカ」は、市長の浅井由崇のパワーハラスメントが原因で市役所の秘書2人が相次いでうつ病を発症したと報じた。10月28日、長坂は市議を辞職。
同年11月3日、豊橋市長選挙が告示され、長坂のほか、公明党豊橋支部と連合愛知の推薦や自民党衆議院議員の根本幸典の支援を受けた現職の浅井、自民党豊橋市支部（代表は県議の丹羽洋章）の推薦を受けた前市議の近藤喜典など計4人が立候補した。長坂の確認団体「もっと豊橋だいすき会」の代表には、長坂の父で、国府病院院長の長坂昌登が就任した。「もっと豊橋だいすき会」は告示後、前述の「ストイカ」の記事内容を無断転載した法定ビラを、新聞折り込み等で全戸に配布した。
長坂は、新アリーナ計画の中止と、9月に締結された整備運営契約の解除を公約に掲げた。争点となった新アリーナ計画について浅井は「公約違反」が非難され、市民の要望が強かった説明会を計画地の校区で1度しか開かなかったことが「説明不足」として問われた。また、浅井と近藤が政党などの組織票を激しく奪い合う構図となったことが長坂に有利に働き、11月10日の投開票の結果、長坂が初当選した。
※当日有権者数：291,337人 最終投票率：43.43%（前回比：0.29pts）
| 候補者名 | 年齢 | 所属党派 | 新旧別 | 得票数   | 得票率 | 推薦・支持                       |
| -------- | ---- | -------- | ------ | -------- | ------ | -------------------------------- |
| 長坂尚登 | 41   | 無所属   | 新     | 45,491票 | 36.40% |                                  |
| 浅井由崇 | 62   | 無所属   | 現     | 41,094票 | 32.88% | （推薦）公明党豊橋支部、連合愛知 |
| 近藤喜典 | 45   | 無所属   | 新     | 36,079票 | 28.87% | （推薦）自由民主党豊橋市支部     |
| 蔵地雅彦 | 65   | 無所属   | 新     | 2,326票  | 1.86%  |                                  |

## 市政・人物

### 新アリーナ建設計画をめぐる攻防
2024年
2024年9月27日、浅井由崇市長は、特別目的会社「TOYOHASHI Next Parkグループ」と、豊橋公園の新アリーナ建設に関する事業契約を230億6999万円で締結した。市は2027年10月の開業を目指すとした。
10月17日、プロバスケットボール男子のBリーグは、2026年秋から始まる新リーグ「Bプレミア」について、三遠ネオフェニックス（豊橋市）に対し、初年度から参戦するためのライセンスを交付した。同チームが新アリーナをホームアリーナとすることを決めたことにより、参入条件である「入場者数4000人以上、売上高12億円以上、観客席5000席以上」をクリアしたため。
10月19日、長坂は自身のブログを更新。9月定例会最終日（9月27日）の閉会後に会派「新しい豊橋」代表の寺本泰之とともに浅井に挨拶に行った際、長坂から浅井に握手を求めたところ、「菌がうつる」と断られたと明かした。
11月10日、市長選挙執行。建設計画中止を公約に掲げて立候補した長坂は現職の浅井らを破り、初当選した。
11月12日、Bリーグの島田慎二チェアマンは「仮にアリーナ建設が破談になるようなことがあれば、当然のことながらBプレミアライセンスは取り消しとなる」と述べた。
11月18日、長坂は初登庁後の記者会見で、「豊橋公園での新アリーナ計画の契約解除に向けた手続きに入るよう担当部署に指示した」と明らかにした。計画中止に伴う損失補償金をできる限り抑えるためと理由を説明した。
11月18日、豊橋商工会議所の神野吾郎会頭は「現在進行中の事業を中止するといった地域経済が停滞を招くような判断をすることは、経済界として看過できない」とのコメントを発表。市に対し、新アリーナ事業の継続を求めた。
12月3日、市民団体「新アリーナを求める会」は市内外13万4083人分の署名とともに計画継続を求める請願書を市議会に提出した。同団体の発起人代表には、種苗会社「トヨタネ」の代表取締役社長で豊橋駅前大通商店街振興組合理事長の川西裕康、物語コーポレーション創業者の小林佳雄、豊川堂会長で豊橋文化振興財団理事長の高須博久、学校法人桜丘学園の元理事長の満田稔らが名を連ねている。川西は「目標の10万人をはるかに超えた。多くの人に支持してもらった」と強調した。長坂は同日の記者会見で「市議会に提出されるものであり、どうこう言うのは控える」と述べるにとどめた。 
12月26日、市議会本会議は13時から始まった。計画推進派が計画の賛否を問う住民投票条例案を取り下げ、反対派が提出した住民投票条例案も反対多数で否決された。その後、計画推進を訴える自民党などの会派は「議会の議決を経て締結された契約は、議会の議決がなけれぱ解除できない」とする条例改正案を提出した。深夜に及ぶ議論を経て賛成多数で可決された。
住民投票を求める署名活動をするほか、前市長の浅井を虚偽公文書作成、同行使の疑いで刑事告発するなど、様々な活動を行ってきた藤田茂樹は住民投票条例案が取り下げられたことを受けて、12月28日に新たな団体「豊橋公園の緑を未来につなぐ市民の会」を設立した。
2025年
2025年1月29日、市議会は臨時会を開き、「契約解除には議会の議決が必要」とする条例改正案を再度可決した。
2月18日、長坂は、市議会での再議を経て再可決された改正条例について、「法令に違反する」として、大村秀章知事に対し、議決を取り消すよう審査の申し立てをした。
3月12日、計23人の市議が長坂に対する問責決議案を市議会に提出。自民党市議団、公明党市議団、まちフォーラム、とよはしみんなの議会の4会派が賛成し、可決された。市長への問責決議は記録が残る1996年以降で初めて。採決時には、長坂が市議時代に所属した会派「新しい豊橋」の諸井菜々子が退席した。諸井は東日新聞の取材に対し、「新アリーナを含め一連のことで市長に責はないが、市長選の際に全戸に配布された法定ビラは不適切で反省が必要だ」と述べた。
3月25日、市内34のスポーツ団体でつくる公益財団法人豊橋市スポーツ協会は、新アリーナ計画の継続を求める要望書を市に提出した。同協会の理事長で、ヤマサちくわ社長の佐藤元英は「子どもたちを育むスポーツ施設の老朽化や不足が課題となっている。アリーナは解決のための一丁目一番地」と主張し、長坂は「中止の考えは変わらない」と返した。
3月31日、大村知事は「契約解除には議会の議決が必要」と定める条例は地方自治法などに違反しないと結論づけ、長坂の申し立てを棄却した。
4月7日、先の市長選で敗れた前市議の近藤喜典が主宰する政治団体「輝く豊橋の未来を実現する会」は、長坂に対し公開質問状を送った。工事中止が続く中、市民の関心が集まる事業者への補償額を明らかにするよう4つの質問を挙げ、4月末までの回答を求めた。
4月22日、長坂は申し立て棄却を不服として、市議会に条例案の議決の取り消しを求める訴えを名古屋地方裁判所に起こした。

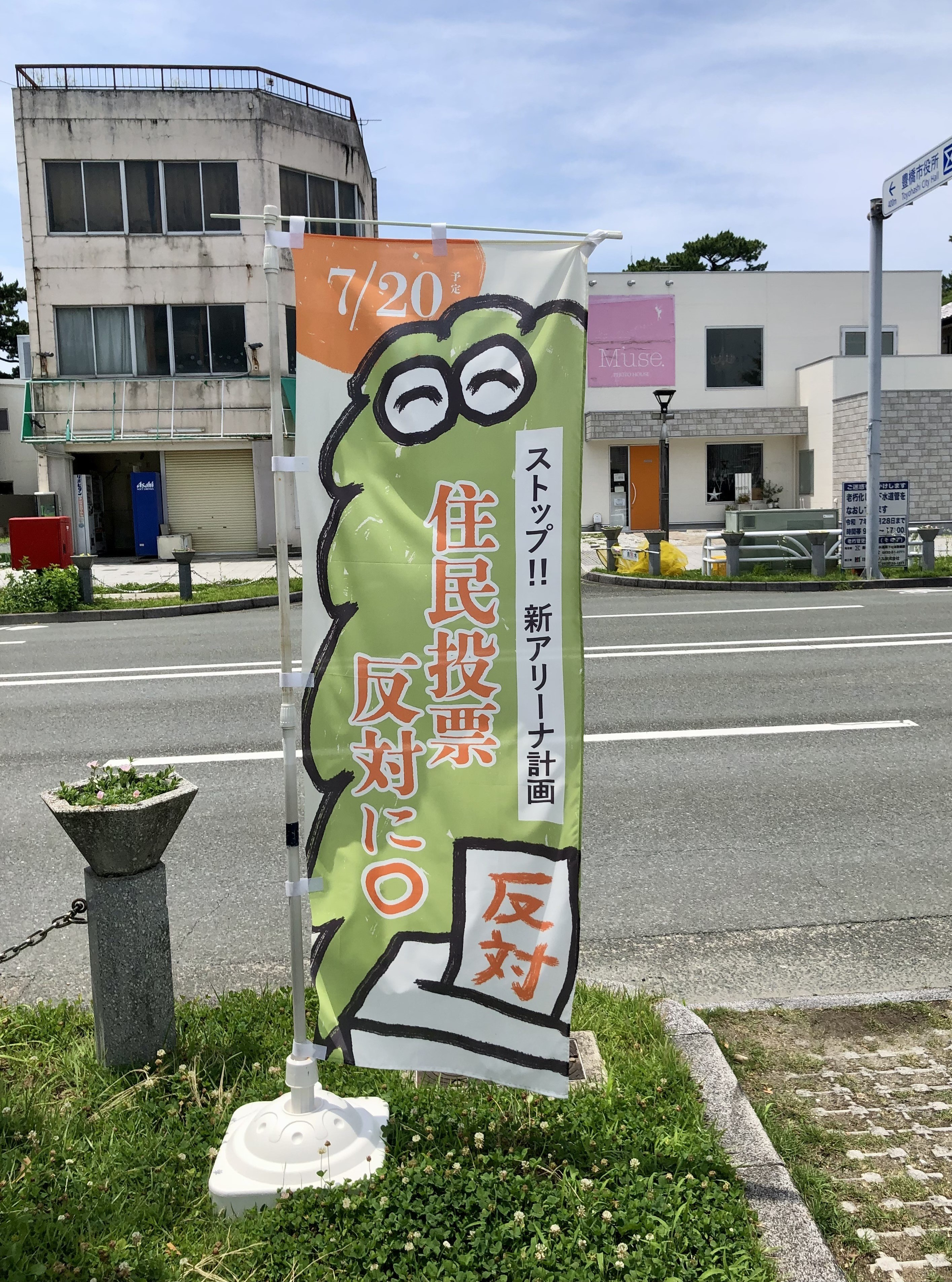
2025年5月15日に市議会で新アリーナ事業の継続の賛否を問う住民投票条例案が可決されると、反対派、賛成派、それぞれの市民団体の活動が活発化した。

5月9日、「新アリーナを求める会」は住民投票を求める要望書を市議会議長に提出した。これを受けて建設推進派の議員らは考えを改め、同月14日の議会運営委員会に、新アリーナ事業の継続の賛否を問う住民投票条例案を提出した。同月15日、市議会臨時会が開催され、住民投票条例案は賛成多数で可決された。7月20日の投開票が有力視されている参院選と同日で住民投票が実施されることとなった。
5月17日、反対派の団体「豊橋公園の緑を未来につなぐ市民の会」は計画や投票運動を学ぶ集会を開き、菅谷竜と斎藤啓の2人の市議を講師に招いた。一方、計画継続を訴える有志らは5月27日、市民団体「新アリーナを求める会Neo」を発足させた。代表には物語コーポレーション創業者の小林佳雄が就いた。副代表には、豊橋発展会連盟、豊橋バレーボール協会、連合愛知豊橋地域協議会などの代表者らが名を連ねた。
6月10日、市議会本会議で自民党市議団の近藤修司は「私たちも覚悟を持って住民投票条例案を提出した。市長も公約が果たせなかった場合のことをしっかり明言してほしい」と迫った。長坂はこれに対し「住民投票は事業継続の賛否を問うこと。私の進退とは何の関係もない」と答弁した。
6月20日、市議会は、住民投票に関連し、市民向け説明会の開催を市に要求する決議案を全会一致で可決した。これに対し長坂は6月26日に開いた定例記者会見で、「今のところ予定はない。（住民投票条例で定める）『公平かつ公正』をクリアするのが難しい」との見解を示した。
7月3日、第27回参議院議員通常選挙が公示され、同月4日から住民投票も期日前投票が可能となった。同月4日、長坂は市のYouTubeチャンネルに自ら出演し、動画配信による住民投票と事業に関する説明会を行った。
7月20日、参院選と住民投票が実施され、翌21日朝に開票結果が公表された。賛成10万6157票、反対8万1654票で、賛成多数となった。投票率は65.67％。長坂は「事業の継続に向けて進んでいきたい」と述べ、投票の結果を尊重する意向を示した。

### 公職選挙法違反の疑い（2019年）
2019年4月の豊橋市議会議員選挙において、長坂は市役所職員に対し投票を依頼する電子メールを送信した。法（公職選挙法第142条の4第2項）で定めるところの「送信の求め・同意の通知」を相手先から受け取っておらず、公選法違反の疑いがもたれた。
この件に関して、市民団体「選挙違反問題を考える市民の会」は豊橋署および市選挙管理委員会に対し、事実確認と適切な対応を求める要請書を提出。豊橋市選挙管理委員会はこれを受けて、市職員に向けた再教育と周知徹底を行うと共に、再発防止策を検討する旨を公表した。また、豊橋市役所は、このような行為が市職員の立場や公職の中立性に悪影響を与える可能性があるとし、問題の深刻さを強調した。長坂は後に自身のブログにてこの件に関し謝罪し、「法令の理解が不十分であった」と説明した。
なお、市職員が長坂の電子メールを庁内で転送したことから、2019年12月11日、当時の豊橋市長の佐原光一は自身の2020年1月分の給料を10％減額すると発表した。